# Ludovic Payen
Ludovic Payen (ur. 18 lutego 1995 w Vernon) – francuski lekkoatleta specjalizujący się w biegach płotkarskich.

## Kariera
W 2017 został młodzieżowym mistrzem Europy w biegu na 110 metrów przez płotki z czasem 13,49 s.
W 2015 został brązowym medalistą młodzieżowych mistrzostw Francji na 110 m ppł z czasem 14,40 s. W 2016 został halowym młodzieżowym wicemistrzem kraju na 60 m ppł z czasem 7,98 s i młodzieżowym wicemistrzem Francji na stadionie na 110 m ppł z czasem 13,88 s. W 2017 zdobył brązowy medal halowych mistrzostw kraju młodzieżowców na 60 m ppł z czasem 7,91 s.
W 2012 reprezentował klub CS Provins Athlétisme, w latach 2013–2015 był reprezentantem ASP Sénart Athlétisme, w 2016 reprezentował Savigny-Sénart-Athlétisme, a od 2017 reprezentuje Bordeaux Athlé. Jego trenerem jest Fabien Lambolez.

## Rekordy życiowe
- bieg na 60 metrów przez płotki (hala) – 7,66 s (Liévin, 13 lutego 2018)
- bieg na 110 metrów przez płotki – 13,38 s (Bonneuil-sur-Marne, 20 czerwca 2018)